# ウルフ郡 (ケンタッキー州)
ウルフ郡（英: Wolfe County）は、アメリカ合衆国ケンタッキー州の東部に位置する郡である。2010年国勢調査での人口は7,355人であり、2000年の7,065人から4.1%増加した。郡庁所在地はカンプトン市（人口441人）であり、同郡で人口最大かつ唯一の都市でもある。郡名はナサニエル・ウルフに因んで名付けられた。

## 歴史
ウルフ郡は1860年3月5日に、ブレシット郡、モーガン郡、オウスリー郡、パウエル郡のそれぞれ一部を合わせて設立された。郡名は、州議会議員を務めたナサニエル・ウルフに因んで名付けられた。
郡庁所在地のカンプトンはウルフ郡にできたキャンプ町から形成されたとされている。カンプトンの町を曲がりくねって流れる小さなクリーク、スウィフト・クリークは伝説のスウィフト銀鉱山を見つけたジョナサン・スウィフトに因んで名付けられた。スウィフトはこの地域に宝を埋めたとされているが、今まで見つかっていない。

## 地理
アメリカ合衆国国勢調査局に拠れば、郡域全面積は222.86平方マイル (577.2 km2)であり、このうち陸地222.78平方マイル (577.0 km2)、水域は0.08平方マイル (0.21 km2)で水域率は0.04%である。

### 隣接する郡
- メニフィー郡 - 北
- モーガン郡 - 北東
- マゴフィン郡 - 東
- ブレシット郡 - 南東
- リー郡 - 南
- パウエル郡 - 北西

### 国立保護地域
- ダニエル・ブーン国立の森（部分）

## 人口動態
以下は2000年の国勢調査による人口統計データである。
| 基礎データ - 人口: 7,065人 - 世帯数: 2,816 世帯 - 家族数: 1,976 家族 - 人口密度: 12人/km2（32人/mi2） - 住居数: 3,264軒 - 住居密度: 6軒/km2（15軒/mi2） 人種別人口構成 - 白人: 99.24% - アフリカン・アメリカン: 0.24% - ネイティブ・アメリカン: 0.08% - アジア人: 0.03% - 太平洋諸島系: 0.03% - その他の人種: 0.06% - 混血: 0.33% - ヒスパニック・ラテン系: 0.51% | 年齢別人口構成 - 18歳未満: 25.9% - 18-24歳: 9.4% - 25-44歳: 28.5% - 45-64歳: 23.5% - 65歳以上: 12.7% - 年齢の中央値: 36歳 - 性比（女性100人あたり男性の人口） - 総人口: 98.5 - 18歳以上: 96.1 世帯と家族（対世帯数） - 18歳未満の子供がいる: 33.6% - 結婚・同居している夫婦: 52.3% - 未婚・離婚・死別女性が世帯主: 12.5% - 非家族世帯: 29.8% - 単身世帯: 27.0% - 65歳以上の老人1人暮らし: 9.7% - 平均構成人数 - 世帯: 2.45人 - 家族: 2.96人 | 収入と家計 - 収入の中央値 - 世帯: 19,310米ドル - 家族: 23,333米ドル - 性別 - 男性: 23,859米ドル - 女性: 18,952米ドル - 人口1人あたり収入: 10,321米ドル - 貧困線以下 - 対人口: 35.9% - 対家族数: 29.9% - 18歳未満: 50.2% - 65歳以上: 26.7% |

ウルフ郡の住人はその収入の半分以上を、社会保障、食料券、メディケイドなど政府の計画に頼っている。

## 都市と町
- ベサニー
- カンプトン - 郡庁所在地
- ヘイゼルグリーン
- リーシティ
- パインリッジ
- トレント

## 祭りと娯楽
毎年レーバーデーの週末にスウィフト銀鉱山祭りが開催されている。カンプトンの中心街地域でパレードが行われ、屋台が出る。

## ウルフ郡内外にある観光地
- トレント・フォールズ、ナチュラルブリッジ州立リゾート公園近く、不況の前に鉄道の駅があった場所にある
- レッド川峡谷、スカイブリッジやロックブリッジがある
- スワンゴ・スプリングス、鉱泉水のリゾート
- ヘイゼルグリーン・アカデミー、1880年設立の学校、1983年に閉鎖